# Шовелен, Анри Филипп де
Анри́ Фили́пп де Шовеле́н[уточнить] (фр. Henri Philippe de Chauvelin; 1714 год — 1770 год) — французский каноник собора Парижской Богоматери и советник парламента; писатель.

## Биография
Приобрёл громкую известность упорной борьбой против иезуитского ордена. Заключённый в крепость на острове Мон-Сен-Мишель в 1753 году за противодействие правительству в вопросе о церковных льготах, он не прекратил своих преследований этого ордена и был одним из главных виновников его падения. Его «Discours sur les constitutions des Jésuites» и «Compte rendu sur la doctrine des Jésuites» о доктринах и установлениях этой духовной конгрегации оказали сильное воздействие на общественное мнение и привели к постановлению королевского эдикта от ноября 1764 года, подписанного Людовиком XV, которым иезуиты изгонялись из страны (подробнее см. уничтожение ордена иезуитов).